# Ernst Kuhlo

Ernst Kuhlo

Ernst Kuhlo (* 19. November 1843 in Stargordt, Landkreis Regenwalde; † 20. Januar 1923 in Stettin) war ein deutscher Elektrotechniker und Gründer der Stettiner Electricitäts-Werke. Bekannt wurde er durch die Entwicklung des Kuhlo-Rohrs (auch Kuhlo-Kabel genannt). 

## Leben und Wirken
Kuhlo wurde als Sohn eines Pastors in Stargordt in Hinterpommern geboren. Er besuchte die Friedrich-Wilhelms-Schule in Stettin und machte anschließend eine Mechanikerlehre in Königsberg i. Pr. 1869 gründete er in Stettin ein Unternehmen, das in den 1880er Jahren die Vertretung für Siemens & Halske und für die Deutsche Edison-Gesellschaft übernahm. Er stattete bedeutende pommersche Unternehmen wie die Vulcan-Werft Stettin und die Pommersche Provinzial-Zucker-Siederei mit elektrischer Beleuchtung aus. 
Ebenfalls in den 1880er Jahren errichtete Kuhlo in Stettin im Auftrag der Stadt eine Straßenbeleuchtung, für deren Betrieb er die Stettiner Electricitäts-Werke gründete. Diese wurden ab 1890 als Aktiengesellschaft mit einem Stammkapital von 1,2 Mio. M geführt. 1911 übernahm die Stadt Stettin die Elektrizitätsversorgung in die eigenen Hände, dabei war Kuhlo bis 1920 als Direktor tätig. 
Kuhlo war verheiratet; aus der Ehe gingen vier Söhne und fünf Töchter hervor. Sein Sohn Franz Kuhlo wurde 1920 Leiter der Stettiner Electricitäts-Werke. 

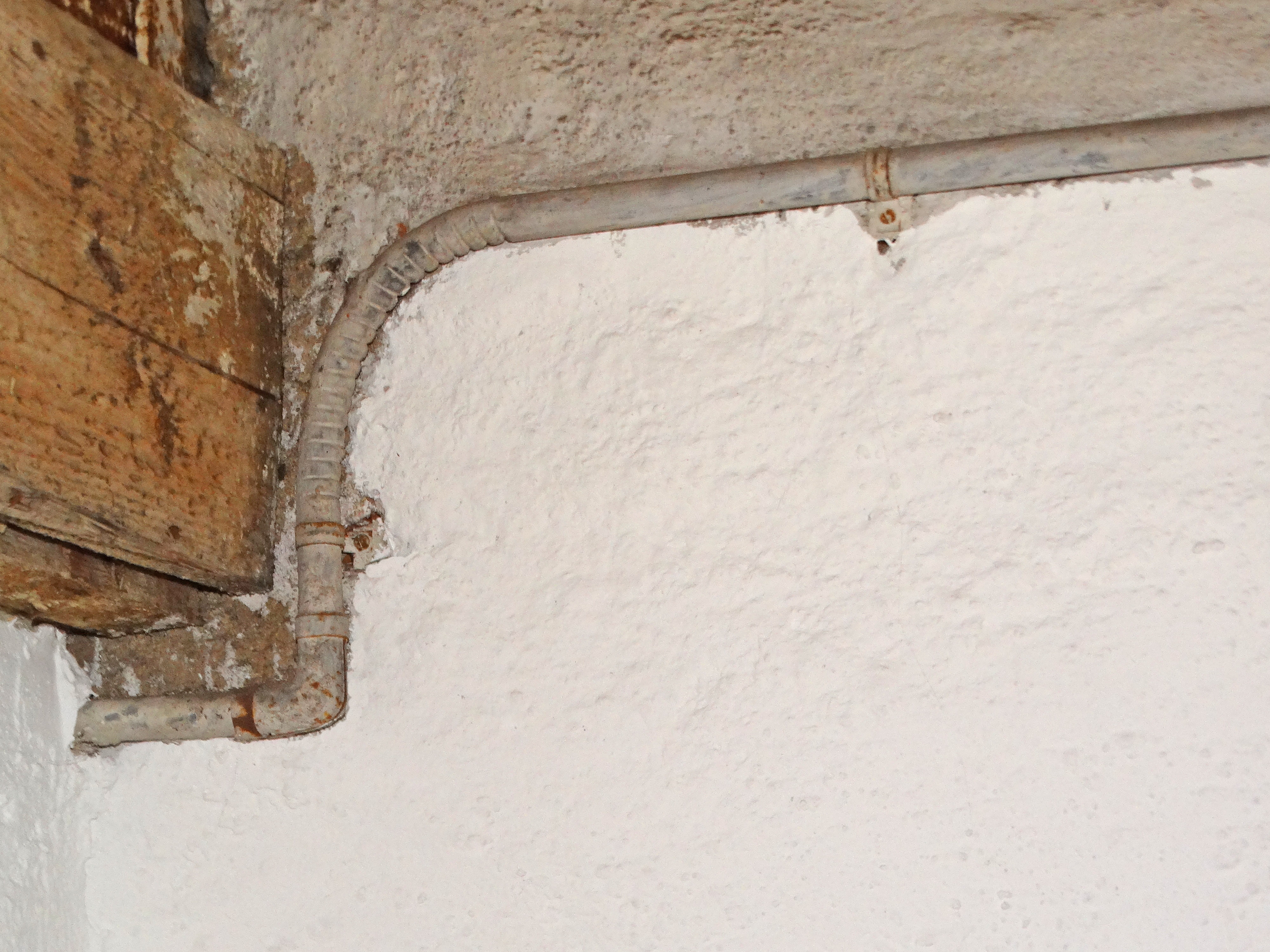
Kuhlo-Kabel mit Biegung und sichtbaren Abdrücken der Biegezange sowie 90°-Bogen

## Kuhlo-Rohr
Kuhlo entwickelte einen Rohr- und Manteldraht, der jahrzehntelang führend in der Überputzverlegung elektrischer Leitungen in Haushalt und Industrie war. Dieses „Kuhlo-Rohr“ wurde durch die Siemens-Schuckertwerke in großem Stil eingeführt. Wegen einer ähnlichen Erfindung, des Bergmannrohrs, wurde das Kuhlo-Rohr nicht patentiert.  
Die Beschreibung in einem Techniklexikon von 1920 lautet: „Rohrdrähte, System Kuhlo (auch Falzdrähte genannt), sind Gummiaderleitungen mit Metallmantel. Der Metallmantel ist in Form von Messingblech oder verbleitem Eisenblech eng um die Leitung herumgelegt (...), es bleiben also keine Hohlräume, in denen Luft zirkuliert. Die Drähte können mit Hilfe einer Biegezange leicht gebogen werden, und zwar lassen sich Biegestellen mit einem Krümmungsradius von nur dem sechsfachen Rohrdurchmesser noch sauber ausführen. Sie werden (...) als Einfach- und Mehrfachleitungen ausgeführt; der Metallmantel ist als blanker Nulleiter verwendbar. Die Befestigung der Rohrdrähte an der Wand erfolgt in einfacher Weise vermittels Schellen.“

## Schriften
- Eine neue Verlegungsart für Leitungen. In: Elektrotechnische Zeitschrift. 1905, S. 1119–21.